# Fabián Venero
Fabián Venero Jiménez, né le 27 juillet 2004 à Madrid, est un coureur de fond espagnol spécialisé en skyrunning. Il a remporté le titre de champion d'Europe de SkyRace 2025.

## Biographie
Fabián Venero Jiménez se distingue dans les disciplines de course en montagne et de skyrunning en 2023. Il remporte les titres de champion d'Espagne junior de course en montagne de la FEDME puis de course de montagne de la RFEA.
Le 21 juillet 2024, il s'élance au départ de la SkyRace Comapedrosa qu'il remporte en 3 h 8 min 9 s. La course comptant comme épreuve semi-marathon des championnats d'Europe de trail XTerra, il remporte le titre. Il remporte la Golden Trail National Series Spain. Puis, lors de la finale commune à Ascona-Locarno, il se distingue en remportant la course, gagnant ainsi la finale U23 et la finale globale,.
Venant tout juste d'être remis d'une salmonellose, il prend le départ des championnats d'Espagne de kilomètre vertical courus dans le cadre du 2KV Collarada le 15 juin 2025. Il démontre être à nouveau en forme et s'impose pour remporter son premier titre national senior. Le 5 juillet, il participe à l'épreuve de SkyRace des championnats d'Europe de skyrunning courus dans le cadre du SkyMarathon Sentiero 4 Luglio. Il réalise une solide course en courant aux avant-postes aux côtés du Suédois Martin Nilsson. Les deux hommes ne parviennent pas à se départager et terminent la course au sprint. Fabián Venero parvient à franchir la ligne d'arrivée avec trois secondes d'avance pour remporter le titre. Il remporte en outre la médaille d'or du combiné.

## Palmarès
| no  | masculin           | Course                                        | Longueur | Départ           | Temps           |
| --- | ------------------ | --------------------------------------------- | -------- | ---------------- | --------------- |
| 3e  | Médaille de bronze | Mitja Pirineu                                 | 21 km    | 1er octobre 2023 | 1 h 31 min 2 s  |
| 1re | Médaille d'or      | Louzantrail                                   | 29 km    | 3 mars 2024      | 2 h 49 min 1 s  |
| 2e  | Médaille d'argent  | Transvulcania Media Maratón                   | 24,8 km  | 11 mai 2024      | 2 h 13 min 32 s |
| 1re | Médaille d'or      | SkyRace Comapedrosa                           | 24 km    | 21 juillet 2024  | 3 h 8 min 9 s   |
| 3e  | Médaille de bronze | Mitja Pirineu                                 | 21 km    | 6 octobre 2024   | 1 h 28 min 46 s |
| 1re | Médaille d'or      | Championnats d'Espagne de kilomètre vertical  | 5,8 km   | 15 juin 2025     | 43 min 20 s     |
| 1re | Médaille d'or      | Championnats d'Europe de skyrunning - SkyRace | 22,7 km  | 5 juillet 2025   | 2 h 3 min 52 s  |

## Records
| Épreuve       | Performance | Date             | Lieu   |
| ------------- | ----------- | ---------------- | ------ |
| 10 kilomètres | 30 min 15 s | 31 décembre 2024 | Madrid |